# Delnooplaščena krogla z votlo konico
Delnooplaščena krogla z votlo konico (angleško Hollow point bullet, tudi Jacketed, Hollow Point; kratica JHP) je primer delno oploščene krogla, pri čemer je slednja zasnovana tako, da se razširi potem, ko vstopi v tarčo in na ta način povzroča večje strelne rane. V nasprotju s polnooplaščeno kroglo, plašč ne prekriva celotne krogle in območje okoli konice krogle je puščeno neprekrito; v sredini krogle pa je vdolbina. Ker ima ta tip krogle manjšo prebojnost kot polnooplaščena krogla (FMJ), obenem pa z razdaljo tudi hitreje izgublja na natančnosti zadetka, se take krogle uporabljajo tudi za kontrolirano penetracijo; zaradi manjše oz. skoraj ničelne nevarnosti repenetracije jo uporabljajo zračni maršali, saj se na ta način zmanjša možnost sekundarne penetracije. 
Krogla ima tako dvojni namen delovanja: (1) z razširitvijo znotraj tarče povzroči večjo poškodbo tkiva in (2) celotna kinetična energija krogla se prenese na telo, s čimer se povzročijo obsežnejše strelne rane v primerjavi s polnooploščeno kroglo. 
Posebna oblika delnooplaščene krogle z votlo konico je krogla, katere votla konica se nadaljuje v t. i. votlino oz. luknjo (cavity) znotraj same krogle, ki povzroči še večje poškodbe kot pri klasični votli konici.